# Morrison County
Das Morrison County ist ein County im US-amerikanischen Bundesstaat Minnesota. Im Jahr 2020 hatte das County 34.010 Einwohner und eine Bevölkerungsdichte von 11,7 Einwohnern pro Quadratkilometer. Der Verwaltungssitz (County Seat) ist Little Falls.
Teile der Mille Lacs Indian Reservation der Anishinabe befinden sich im Morrison County.

## Geografie
Das County liegt im geografischen Zentrum Minnesotas und wird vom oberen Mississippi durchflossen. Es hat eine Fläche von 2987 Quadratkilometern, wovon 75 Quadratkilometer Wasserfläche sind. An das Morrison County grenzen folgende Nachbarcountys:
|                | Cass County   | Crow Wing County  |
| Todd County    |               | Mille Lacs County |
| Stearns County | Benton County |                   |

## Geschichte
Das Morrison County wurde am 25. Februar 1856 aus Teilen des Benton County gebildet. Benannt wurde es nach William Morrison, einem damals für Minnesota wichtigen Händler.
Ein Ort im Morrison County hat den Status einer National Historic Landmark, das Charles A. Lindbergh House. 23 Bauwerke und Stätten des Countys sind insgesamt im National Register of Historic Places eingetragen (Stand 31. Januar 2018).

## Demografische Daten

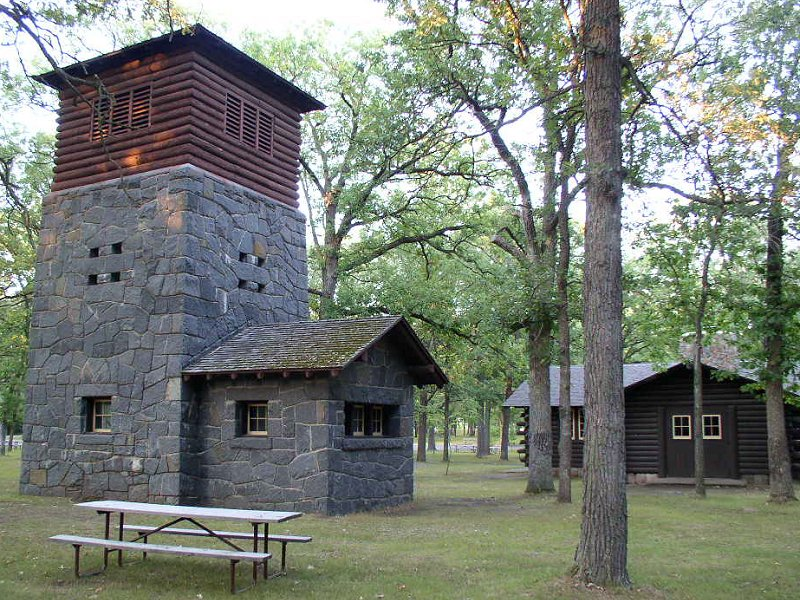
Charles A. Lindbergh State Park, gelistet im NRHP

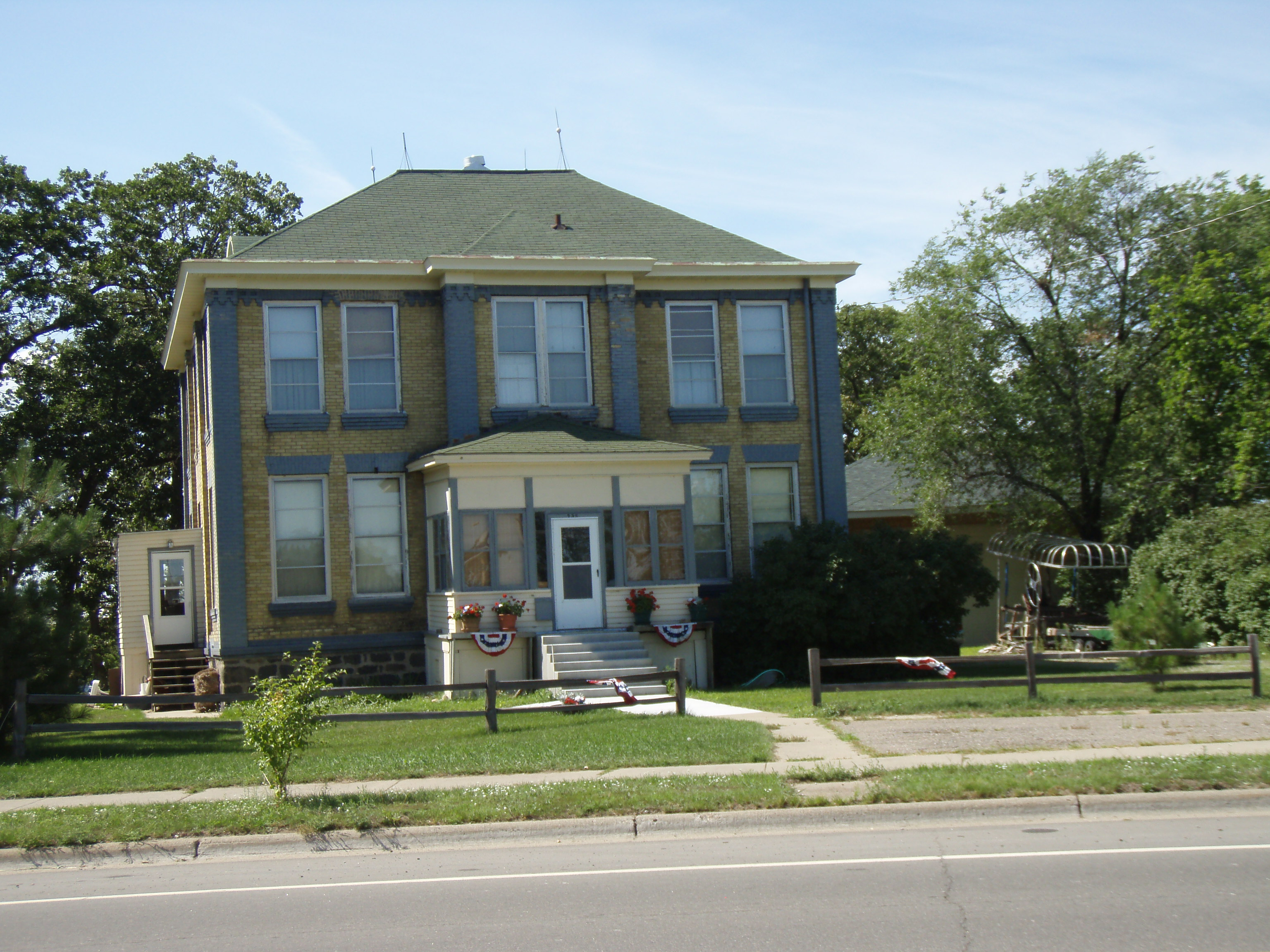
Pine Tree Lumber Company Office Building, gelistet im NRHP

Nach der Volkszählung im Jahr 2010 lebten im Morrison County 33.198 Menschen in 13.573 Haushalten. Die Bevölkerungsdichte betrug 11,4 Einwohner pro Quadratkilometer. In den 13.573 Haushalten lebten statistisch je 2,4 Personen.
Ethnisch betrachtet setzte sich die Bevölkerung zusammen aus 97,8 Prozent Weißen, 0,5 Prozent Afroamerikanern, 0,3 Prozent amerikanischen Ureinwohnern, 0,4 Prozent Asiaten sowie aus anderen ethnischen Gruppen; 1,1 Prozent stammten von zwei oder mehr Ethnien ab. Unabhängig von der ethnischen Zugehörigkeit waren 1,3 Prozent der Bevölkerung spanischer oder lateinamerikanischer Abstammung.
24,3 Prozent der Bevölkerung waren unter 18 Jahre alt, 59,4 Prozent waren zwischen 18 und 64 und 16,3 Prozent waren 65 Jahre oder älter. 49,5 Prozent der Bevölkerung war weiblich.

Das jährliche Durchschnittseinkommen eines Haushalts lag bei 46.054 USD. Das Pro-Kopf-Einkommen betrug 23.154 USD. 13,1 Prozent der Einwohner lebten unterhalb der Armutsgrenze.

## Ortschaften im Morrison County
Citys
| - Bowlus - Buckman - Elmdale - Flensburg | - Genola - Harding - Hillman - Lastrup | - Little Falls - Motley1 - Pierz - Randall | - Royalton2 - Sobieski - Swanville3 - Upsala |

Unincorporated Communities
- Cushing
- Little Rock

1 – teilweise im Cass County

2 – teilweise im Benton County

3 – teilweise im Todd County

## Gliederung
Das Morrison County ist neben den 16 Citys in 30 Townships unterteilt:
| Township               | Einwohner (2010) | FIPS     |
| ---------------------- | ---------------- | -------- |
| Agram Township         | 572              | 27-00406 |
| Belle Prairie Township | 1105             | 27-04888 |
| Bellevue Township      | 1093             | 27-04942 |
| Buckman Township       | 733              | 27-08434 |
| Buh Township           | 520              | 27-08506 |
| Culdrum Township       | 487              | 27-14248 |
| Cushing Township       | 714              | 27-14356 |
| Darling Township       | 535              | 27-14806 |
| Elmdale Township       | 1010             | 27-18890 |
| Granite Township       | 481              | 27-25244 |

| Township               | Einwohner (2010) | FIPS     |
| ---------------------- | ---------------- | -------- |
| Green Prairie Township | 748              | 27-25784 |
| Hillman Township       | 197              | 27-29168 |
| Lakin Township         | 450              | 27-35252 |
| Leigh Township         | 212              | 27-36350 |
| Little Falls Township  | 1682             | 27-37574 |
| Morrill Township       | 696              | 27-44224 |
| Motley Township        | 202              | 27-44440 |
| Mount Morris Township  | 93               | 27-44602 |
| Parker Township        | 474              | 27-49714 |
| Pierz Township         | 535              | 27-50794 |

| Township                | Einwohner (2010) | FIPS     |
| ----------------------- | ---------------- | -------- |
| Pike Creek Township     | 953              | 27-50866 |
| Platte Township         | 357              | 27-51478 |
| Pulaski Township        | 300              | 27-52720 |
| Richardson Township     | 536              | 27-54178 |
| Ripley Township         | 729              | 27-54520 |
| Rosing Township         | 146              | 27-55906 |
| Scandia Valley Township | 1191             | 27-58918 |
| Swan River Township     | 743              | 27-63760 |
| Swanville Township      | 517              | 27-63796 |
| Two Rivers Township     | 689              | 27-66028 |